# Liste von Luftschiffen
Die Liste von Luftschiffen enthält eine chronologische Auswahl (nach erster Fahrt) von Luftschiffen (Prallluftschiffe, halbstarre Luftschiffe und Starrluftschiffe).

## Liste
| Bild | Name                                                    | Erste Fahrt        | Hersteller                                     | Bemerkungen |
| ---- | ------------------------------------------------------- | ------------------ | ---------------------------------------------- | --- |
|      | Giffard I                                               | 24. September 1852 | Henri Giffard                                  | Dampfkraftgetriebener Propeller                                                                                            |
|      | La France                                               | 1884               | Arthur Constantin Krebs                        | Elektroantrieb |
|      | Wölfert                                                 | 10. August 1888    | Friedrich Hermann Wölfert                      | Antrieb über einen Benzinmotor                                                                                             |
|      | Deutschland                                             | ca. 1897           | Friedrich Hermann Wölfert                      | Am 12. Juni 1897 abgestürzt.                                                                                               |
|      | Luftschiff von David Schwarz                            | 3. November 1897   | David Schwarz                                  | Hülle aus Ganzmetall, beim Erstflug stark beschädigt                                                                       |
|      | Santos-Dumont No. 1                                     | 20. September 1898 | Alberto Santos Dumont                          | |
|      | Santos-Dumont No. 3                                     | 1899               | Alberto Santos Dumont                          | |
|      | Santos-Dumont No. 6                                     | 1901               | Alberto Santos Dumont                          | |
|      | Pax                                                     | 12. Mai 1902       | Augusto Severo de Albuquerque Maranhão         | Beim Erstflug abgestürzt                                                                                                   |
|      | Bradsky                                                 | 13. Oktober 1902   | Otokar von Bradsky-Laboun                      | Beim Erstflug abgestürzt                                                                                                   |
|      | Lebaudy                                                 | 25. Oktober 1902   | Lebaudy Frères                                 | |
|      | Santos-Dumont No. 9 „La Baladeuse“                      | 26. Juni 1903      | Alberto Santos Dumont                          | |
|      | Santos Dumont Nr. 10                                    | 1903               | Alberto Santos Dumont                          | |
|      | California Arrow                                        | 29. Juli 1904      | Thomas Scott Baldwin                           | Erstes US-amerikanisches lenkbares Luftschiff, von Roy Augustus Knabenshue gesteuert auf der Louisiana Purchase Exposition |
|      | LZ 2                                                    | ca. 1905           | Ferdinand von Zeppelin                         | |
|      | Patrie                                                  | 16. November 1906  | Lebaudy Frères                                 | |
|      | Liberté                                                 | 24. Juni 1908      | Lebaudy Frères                                 | |
|      | Gross-Basenach M I                                      | 30. Juni 1908      | Groß-Basenach                                  | |
|      | Clément-Bayard No. 1                                    | 28. Oktober 1908   | Astra Clément-Bayard                           | Später in russischen Diensten als Berkut                                                                                   |
|      | LZ 5                                                    | 26. Mai 1909       | Luftschiffbau Zeppelin                         | Zivile Nutzung |
|      | Erbslöh                                                 | 20. August 1909    | Oskar Erbslöh                                  | Absturz am 13. Juli 1910                                                                                                   |
|      | PL 1                                                    | 21. September 1909 | August von Parseval                            | |
|      | PL 3                                                    | 21. September 1909 | Luftfahrzeug-Gesellschaft                      | Als „Versuchsluftschiff“ schon 1906 gefahren                                                                               |
|      | M.I Parseval (PL 4)                                     | 26. November 1909  | Österreichische Motor-Luftfahrzeuggesellschaft | Erstes Luftschiff der k.u.k. Luftfahrtruppen                                                                               |
|      | Zodiac III                                              | ca. 1909           |                                                | |
|      | Astra I, später Ville de Pau und Ville de Lucerne       | ca. 1909           | Astra Société de Construction Aéronautique     | |
|      | F.1 „Leonardo da Vinci“                                 | 1910               | Enrico Forlanini                               | |
|      | Clément-Bayard No. 2                                    | 10. April 1910     | Astra Clément-Bayard                           | |
|      | LZ 7 („Deutschland“)                                    | 19. Juni 1910      | Luftschiffbau Zeppelin                         | Am 28. Juni 1910 abgestürzt                                                                                                |
|      | Morning Post                                            | 14. September 1910 | Lebaudy Frères                                 | |
|      | Willow C                                                | 29. Oktober 1910   | Ernest Willows                                 | |
|      | Clément-Bayard No. 4                                    | ca. 1910           | Astra Clément-Bayard                           | |
|      | Siemens-Schuckert I                                     | 23. Januar 1911    | Siemens-Schuckertwerke                         | |
|      | LZ 14                                                   | 7. Oktober 1912    | Luftschiffbau Zeppelin                         | Erstes deutsches Marineluftschiff                                                                                          |
|      | Spiess                                                  | 13. April 1913     | Joseph Spiess                                  | Einziges in Frankreich gebautes Starrluftschiff                                                                            |
|      | S.L. II                                                 | 28. Februar 1914   | Schütte-Lanz                                   | |
|      | PL 25                                                   | 25. Februar 1915   | Luftfahrzeug-Gesellschaft                      | Am 30. März 1916 außer Dienst gestellt                                                                                     |
|      | LZ 104 (L 59)                                           | 30. Oktober 1917   | Luftschiffbau Zeppelin                         | Als deutsches Militärluftschiff genutzt; am 7. April 1918 über der Straße von Otranto abgestürzt                           |
|      | LZ 121 „Nordstern“, später umbenannt in „Méditerranée“. | 8. Juni 1921       | Luftschiffbau Zeppelin                         | Als Reparationsleistung nach Frankreich überführt                                                                          |
|      | R38 (in den USA ZR-2)                                   | 23. Juni 1921      | Short Brothers                                 | |
|      | ZR-1 („USS Shenandoah“)                                 | 4. September 1923  | Naval Aircraft Factory                         | |
|      | LZ 126, (in den USA ZR-3 bzw. „USS Los Angeles“)        | 27. August 1924    | Luftschiffbau Zeppelin                         | |
|      | „Pilgrim“                                               | 3. Juni 1925       | Goodyear                                       | |
|      | ZMC-2                                                   | 19. August 1929    | Aircraft Development Corporation               | Von 1929 bis 1941 betriebenes Ganzmetallluftschiff                                                                         |
|      | City of Glendale                                        | 19. Dezember 1929  | Thomas Benton Slate                            | Ganzmetallluftschiff. Kurz vor Beginn der ersten Fahrt zerbarst die Hülle.                                                 |
|      | ZRS-4 „USS Akron“                                       | 23. September 1931 | Goodyear                                       | Das Ende der „USS Akron“ mit 74 Toten im Jahre 1935 ist bis in die Gegenwart das schwerste Luftschiffunglück.              |
|      | ZRS-5 „USS Macon“                                       | 21. April 1933     | Goodyear                                       | |
|      | AEREON III                                              | 1966               | Aereon Corporation                             | Kleines Hybridluftschiff; bei Tests am Boden beschädigt und abgewrackt                                                     |
|      | MA-1 Ardath                                             | ca. 1977           |                                                | |
|      | White Dwarf                                             | ca. 1984           |                                                | |
|      | Spirit of Akron                                         | 1987               | Goodyear/Loral                                 | Prallluftschiff |
|      | Voliris 900 (F-WAAN)                                    | 26. Juni 2003      | Voliris                                        | |
|      | Sanswire Stratellite                                    | 2005               | Sanswire Networks                              | unbemanntes Höhenluftschiff, Prototyp                                                                                      |
|      | HAV 301                                                 | 7. August 2012     | Northrop Grumman                               | [ 3 ] [ 4 ] |